# 14e parallèle sud
Pour les articles homonymes, voir 14e parallèle.
En géographie, le 14e parallèle sud est le parallèle joignant les points de la surface de la Terre dont la latitude est égale à 14° sud.

## Géographie

### Dimensions
Dans le système géodésique WGS 84, au niveau de 14° de latitude sud, un degré de longitude équivaut à 110,638 km ; la longueur totale du parallèle est donc de 39 830 km, soit environ 99 % de celle de l'équateur. Il en est distant de 1 548 km et du pôle Sud de 8 454 km,.

### Régions traversées
Le 14e parallèle sud passe au-dessus des océans sur environ 78 % de sa longueur. Du point de vue des terres émergées, il traverse l'Afrique (Angola, Zambie, Malawi, Mozambique), Madagascar, l'Australie (Australie-Occidentale, Territoire du Nord, Queensland), les Samoa et l'Amérique du Sud (Pérou, Bolivie, Brésil).
Le tableau ci-dessous résume les différentes zones traversées par le parallèle, d'ouest en est :
| Zone                                          | Début                 | Fin                   | Longueur (km) |
| --------------------------------------------- | --------------------- | --------------------- | ------------- |
| Océan Atlantique                              | 14° 00′ S, 38° 56′ O  | 14° 00′ S, 12° 24′ E  | 5 679         |
| Afrique                                       | 14° 00′ S, 12° 24′ E  | 14° 00′ S, 40° 38′ E  | 3 124         |
| Canal du Mozambique                           | 14° 00′ S, 40° 38′ E  | 14° 00′ S, 47° 47′ E  | 791           |
| Madagascar                                    | 14° 00′ S, 47° 47′ E  | 14° 00′ S, 47° 49′ E  | 4             |
| Canal du Mozambique                           | 14° 00′ S, 47° 49′ E  | 14° 00′ S, 47° 56′ E  | 13            |
| Madagascar                                    | 14° 00′ S, 47° 56′ E  | 14° 00′ S, 50° 09′ E  | 245           |
| Océan Indien                                  | 14° 00′ S, 50° 09′ E  | 14° 00′ S, 126° 03′ E | 8 398         |
| Australie (péninsule de Bougainville)         | 14° 00′ S, 126° 03′ E | 14° 00′ S, 126° 04′ E | 2             |
| Océan Indien                                  | 14° 00′ S, 126° 04′ E | 14° 00′ S, 126° 05′ E | 2             |
| Australie (péninsule de Bougainville)         | 14° 00′ S, 126° 05′ E | 14° 00′ S, 126° 07′ E | 4             |
| Parry Harbour (Océan Indien)                  | 14° 00′ S, 126° 07′ E | 14° 00′ S, 126° 08′ E | 2             |
| Australie (péninsule de Bougainville)         | 14° 00′ S, 126° 08′ E | 14° 00′ S, 126° 09′ E | 2             |
| Océan Indien                                  | 14° 00′ S, 126° 09′ E | 14° 00′ S, 126° 11′ E | 4             |
| Australie (péninsule de Bougainville)         | 14° 00′ S, 126° 11′ E | 14° 00′ S, 126° 12′ E | 2             |
| Baie de Vansittart                            | 14° 00′ S, 126° 12′ E | 14° 00′ S, 126° 25′ E | 24            |
| Australie (péninsule Anjo)                    | 14° 00′ S, 126° 25′ E | 14° 00′ S, 126° 29′ E | 7             |
| Baie de Napier Broome                         | 14° 00′ S, 126° 29′ E | 14° 00′ S, 126° 42′ E | 24            |
| Australie                                     | 14° 00′ S, 126° 42′ E | 14° 00′ S, 127° 28′ E | 85            |
| Golfe de Joseph Bonaparte                     | 14° 00′ S, 127° 28′ E | 14° 00′ S, 129° 43′ E | 249           |
| Australie (Territoire du Nord)                | 14° 00′ S, 129° 43′ E | 14° 00′ S, 135° 55′ E | 686           |
| Golfe de Carpentarie                          | 14° 00′ S, 135° 55′ E | 14° 00′ S, 136° 25′ E | 55            |
| Groote Eylandt                                | 14° 00′ S, 136° 25′ E | 14° 00′ S, 136° 46′ E | 39            |
| Golfe de Carpentarie                          | 14° 00′ S, 136° 46′ E | 14° 00′ S, 141° 32′ E | 527           |
| Australie (péninsule du cap York, Queensland) | 14° 00′ S, 141° 32′ E | 14° 00′ S, 143° 41′ E | 238           |
| Océan Pacifique                               | 14° 00′ S, 143° 41′ E | 14° 00′ S, 171° 47′ O | 4 927         |
| Upolu (Samoa)                                 | 14° 00′ S, 171° 47′ O | 14° 00′ S, 171° 25′ O | 41            |
| Océan Pacifique                               | 14° 00′ S, 171° 25′ O | 14° 00′ S, 76° 18′ O  | 10 524        |
| Amérique du Sud                               | 14° 00′ S, 76° 18′ O  | 14° 00′ S, 38° 56′ O  | 4 134         |

## Îles proches
Le 14e parallèle passe à proximité des îles suivantes :
- Îles de la mer de Corail (Australie) ;
- Vanua Lava (Vanuatu) ;
- Gaua (Vanuatu) ;
- Futuna (Wallis-et-Futuna) ;
- Tutuila (Samoa américaines) ;
- Ofu (Samoa américaines) ;
- Olosega (Samoa américaines) ;
- Îles du Désappointement (Polynésie française).